# Oswaldia flavipalpis
Oswaldia flavipalpis là một loài ruồi trong họ Tachinidae.